# ORC5L
Origin recognition complex, subunit 5-like (yeast) também conhecido como ORC5L, é uma proteína que em humanos é codificada pelo gene ORC5L.

## Interações
ORC5L mostrou interação com ORC1L, ORC2L, MCM7, ORC4L, ORC3L, MCM2, MCM4 e MCM3.